# Коргунюк, Юрий Григорьевич
Ю́рий Григо́рьевич Коргуню́к (род. 11 июня 1963, Салават, Башкирская АССР, СССР) — российский историк и политолог, общественный деятель, публицист. Кандидат исторических наук (1990), доктор политических наук (2009). Ведущий научный сотрудник Отдела политической науки Института научной информации по общественным наукам РАН.

## Биография
Родился 11 июня 1963 года в Салавате.
В 1980 году окончил среднюю школу № 15 г. Салавата.
В 1980—1981 годах работал электрослесарем КИП на Салаватской ТЭЦ.
В 1986 году с отличием окончил исторический факультет МГУ имени М. В. Ломоносова по специальности «Преподаватель истории со знанием иностранного языка».
В 1989 году окончил аспирантуру на кафедре источниковедения, историографии и методов исторического исследования исторического факультета МГУ.
В 1990 году в МГУ имени М. В. Ломоносова защитил диссертацию на соискание учёной степени кандидата исторических наук по теме «Разработка вопросов методологии исторического исследования в творчестве Н. И. Кареева».
С 1990 по июль 1991 года — младший научный сотрудник Института марксизма-ленинизма при ЦК КПСС, затем до октября 1991 года — старший научный сотрудник Института теории и истории социализма ЦК КПСС.
С октября 1991 года по март 1999 года — старший научный сотрудник Центра прикладных политических исследований «ИНДЕМ», главный редактор Базы данных «ПартАрхив».
С августа 1993 по июнь 1994 года — шеф-редактор информационно-аналитического бюллетеня «Партинформ» (издатель — комплекс «Дело»). С ноября 1994 года по 2008 годы — главный редактор информационно-аналитического бюллетеня «Партинформ» Регионального общественного фонда «Информатика для демократии» (Фонд ИНДЕМ).
В 1995—1996 годах читал специальный курс по современной российской многопартийности на социологическом факультете МГУ им. М. В. Ломоносова.
С апреля 1999 по ноябрь 2005 года — заведующий отделом политологии фонда «ИНДЕМ», главный редактор Базы данных «ПартАрхив».
С декабря 2005 по декабрь 2008 года — докторант кафедры истории мировых цивилизаций Московского городского педагогического университета.
С декабря 2008 года — заведующий отделом политологии Регионального общественного фонда «Информатика для демократии» (Фонд ИНДЕМ), главный редактор Базы данных «ПартАрхив».
В 2008 году читал специальный курс по современной российской многопартийности на факультете прикладной политологии ГУ—ВШЭ.
В 2009 году в Государственном университете — Высшей школе экономики защитил диссертацию на соискание учёной степени доктора политических наук по теме «Становление партийной системы в современной России» (Специальность 23.00.02 — политические институты, этнополитическая конфликтология, национальные и политические процессы и технологии). Научный консультант — доктор политических наук, профессор Ю. А. Нисневич. Официальные оппоненты — доктор политических наук, профессор С. Б. Радкевич, доктор политических наук, профессор А. И. Соловьёв, доктор политических наук, профессор Л. Н. Тимофеева. Ведущая организация — Институт научной информации по общественным наукам РАН.
В 2009—2012 годах — сопредседатель Исследовательского комитета Российской ассоциации политической науки по сравнительному изучению партийных и избирательных систем.
С июля 2010 года — член Секции по вопросам участия политических партий в избирательном процессе Общественного научно-методического консультативного совета при Центральной избирательной комиссии Российской Федерации.
С ноября 2010 года — член Научного совета Российской ассоциации политической науки (РАПН).
С ноября 2012 года — Председатель Исследовательского комитета РАПН по сравнительному изучению партийных и избирательных систем.
В 2013 году читал курс лекций «Публичный политический процесс» в рамках программы МВА «Управление взаимодействием бизнеса и государства» в Российской академии народного хозяйства и государственной службы при Президенте РФ.
С 2015 года — ведущий научный сотрудник Отдела политической науки Института научной информации по общественным наукам РАН.
Владеет английским и немецким языками. Автор статей в научном журнале «Полития», член редакционного совета журнала.

## Отзывы
Журналист и политолог А. О. Морозов относит Ю. Г. Коргунюка к «прекрасным летописцам партстроительства».

## Научные труды

### Диссертации
- Коргунюк Ю. Г. Разработка вопросов методологии истории в творчестве Н. И. Кареева : автореферат дис. ... кандидата исторических наук : 07.00.00, 07.00.09 / МГУ им. М. В. Ломоносова. — М.: МГУ имени М. В. Ломоносова, 1990. — 22 с.
- Коргунюк Ю. Г. Становление партийной системы в современной России : диссертация ... доктора политических наук : 23.00.02 / Коргунюк Юрий Григорьевич; [Место защиты: Государственный университет — Высшая школа экономики]. — М.: ГУ-ВШЭ, 2009. — 358 с.
- Коргунюк Ю. Г. Становление партийной системы в современной России : автореферат дис. ... доктора политических наук : 23.00.02 / Коргунюк Юрий Григорьевич; [Место защиты: Гос. ун-т - Высш. шк. экономики]. — М.: ГУ-ВШЭ. — 45 с.

### Монографии
- Коргунюк Ю. Г., Заславский С. Е. Российская многопартийность: становление, функционирование, развитие. — М.: Центр прикладных политических исследований «ИНДЕМ», 1996.
- Коргунюк Ю. Г. Современная российская многопартийность. — М.: Центр прикладных политических исследований «ИНДЕМ», 1999. — 384 с.
- Коргунюк Ю. Г. Становление партийной системы в современной России. — М.: ИНДЕМ, МГПУ, 2007. — 543 с. ISBN 5-902204-23-2

### Статьи
на русском языке
- Коргунюк Ю. Г. "Материализм и эмпириокритицизм" и его критики. // Вопросы философии. — № 12. — С. 27–38
- Коргунюк Ю. Г. Политические партии России после августа 1991 года. // Российский монитор (архив современной политики). Ежеквартальный информационно-аналитический бюллетень. — 1992. — Вып. 1.
- Коргунюк Ю. Г. Референдумы и народ: сфинкс без загадок. // Российский монитор. — 1992. — Вып. 1.
- Коргунюк Ю. Г. Политические партии России и чеченский кризис. // Российский монитор. — 1995. — вып. 6.
- Коргунюк Ю. Г. Тенденции партийной жизни России (лето 1997 г.). // Полития. — 1997. — № 2 (4).
- Коргунюк Ю. Г. Тенденции партийной жизни России (осень 1997 г.). // Полития. — 1997. — № 3 (5).
- Коргунюк Ю. Г. Политические партии России и вопросы религии.// Полития. — зима 1997/1998. — № 4 (6).
- Коргунюк Ю. Г. Тенденции партийной жизни России (зима–весна 1997/1998 г.).// Полития. — 1998. — № 1(7).
- Коргунюк Ю. Г. Политические партии и движения России (лето 1998 г.). // Полития. — 1998. — № 2 (8).
- Коргунюк Ю. Г. Политические партии и движения России (осень 1998 г.). // Полития. — 1998. — № 3 (9).
- Коргунюк Ю. Г. Зависимость конфигурации идейно-политического спектра от степени зрелости гражданского общества (на примере современной российской многопартийности) // Народ и власть: современные реалии и опыт истории. — М.: МГПУ, 1998.
- Коргунюк Ю. Г. Участие политических организаций в выборах депутатов Московской городской Думы (14 декабря 1997 г.)//Общественно-политическая ситуация в Москве и выборы в городскую Думу. — М.: МГПУ, 1998.
- Коргунюк Ю. Г. Политические партии и движения России (весна 1999 г.). // Полития. — 1999. — № 1 (11).
- Коргунюк Ю. Г. Политические партии и организации России (лето – первая половина осени 1999 г.) // Полития. — 1999. — № 3(13).
- Коргунюк Ю. Г. Избирательная кампания 1999 г. и перспективы развития российской многопартийности. // Полития. — 1999/2000. — № 4(14).
- Коргунюк Ю. Г. Роль Московского региона в формировании современной российской многопартийности // Партии в регионе: созидательная или деструктивная сила. — М.: МГПУ, 1999.
- Коргунюк Ю. Г. Молодёжная политика современных российских партий: теория и практика // Россия на рубеже веков: политические партии и молодёжь. — М.: МГПУ, 2000.
- Коргунюк Ю. Г. Политические партии и движения России (вторая половина января–март 2000 г.). // Полития. — 2000. — № 1 (15).
- Коргунюк Ю. Г. Политические партии и движения России (апрель–июнь 2000 г.) // Полития. — 2000. — № 2 (16).
- Коргунюк Ю. Г. Избирательные кампании и становление партийной системы в РФ с точки зрения социального представительства // Выборы в посткоммунистических обществах: Пробл.-темат. сб. ИНИОН РАН. — М.: ИНИОН, 2000.
- Коргунюк Ю. Г. Конец Великой Российской революции. Президентская кампания 2000 г. в контексте партийно-политических процессов. Политические партии и организации России (15 января - март 2000 г.) // «Полития». — № 5 (15). — весна 2000 г.
- Коргунюк Ю. Г. Политические партии России летом – в начале осени 2000 г. // Полития. — 2000. — № 3 (17).
- Коргунюк Ю. Г. Политические партии и движения России (октябрь–декабрь 2000 г.) // Полития. — 2000/2001. № 4 (18).
- Коргунюк Ю. Г. Партийное строительство в России на рубеже тысячелетий // Политические партии и проблемы развития демократии и парламентаризма. — М.: МГПУ, 2001.
- Коргунюк Ю. Г. История сегодняшнего дня: методологические проблемы и практические возможности (к вопросу о статусе политологии как самостоятельной дисциплины) // Решение есть всегда. Сборник трудов Фонда ИНДЕМ, посвященный десятилетней годовщине его деятельности. — М., 2001.
- Коргунюк Ю. Г. Политическая элита современной России с точки зрения социального представительства.// Политические исследования. — 2001. — № 1. — С. 3048
- Коргунюк Ю. Г. Политическая элита современной России с точки зрения социального представительства.// Политические исследования. — 2001. — № 2. —
- Коргунюк Ю. Г. Позиции политических партий России относительно перспектив российско-украинских отношений. // Полития. — 1997. — 2001. — № 1 (19).
- Коргунюк Ю. Г. Проблемы вооруженных сил в программах и практической деятельности политических организаций России.// Полития. — 2001. — № 2(20).
- Коргунюк Ю. Г. Политические партии России в первой половине 2001 г. // Полития. — 2001. — № 3 (21).
- Коргунюк Ю. Г. Политические партии и движения России во второй половине 2001 г. // Полития. — 2001/2002. — № 4 (22).
- Коргунюк Ю. Г. Политические партии России зимой 2001/2002 г. // Полития. — 2002. № 1 (24).
- Коргунюк Ю. Г. Политические партии России весной 2002 г. // Полития. — 2002. — № 2 (25).
- Коргунюк Ю. Г. Между федеральным и региональным измерением: политические партии и движения в Москве, 1987–2002 гг. // Полития. — 2002. — № 3 (26).
- Коргунюк Ю. Г. Санкт-Петербург – вторая родина российской многопартийности: политические партии и движения в Петербурге, 1987–2002 гг. // Полития. — 2002. — № 3 (26).
- Коргунюк Ю. Г. Политические партии России летом–осенью 2002 г.: предвыборное шоу в режиме non-stop.// Полития. — 2002/2003. — № 4 (27).
- Коргунюк Ю. Г. Наложение конфликтов: российский опыт в свете ревизии формулы Липсета–Роккана. // Полития. — 2003. — № 1 (28).
- Коргунюк Ю. Г. Политические партии России, декабрь 2002 – март 2003 г. // Полития. — 2003. — № 1 (28).
- Коргунюк Ю. Г. Российские партии летом 2003 г.: пейзаж перед битвой. // Полития. — 2003. — № 2 (29).
- Коргунюк Ю. Г. Большое партийное фиаско. Итоги думской кампании-2003. // Полития. — 2003. — № 3 (30).
- Коргунюк Ю. Г. Политические партии России и проблемы местного самоуправления. // Полития. — 2003/2004. — № 4(31).
- Коргунюк Ю. Г. Исторические концепции основных политических партий современной России//Исторические знания как средство гражданского воспитания молодёжи. — М.: МГПУ, 2004.
- Коргунюк Ю. Г. Политические партии на федеральных выборах 2003–2004 годов // Интернет-мониторинг выборов 2003–2004 в России. Гражданская инициатива проекта «“Информатика для демократии – 2000+”. Итоговые материалы». Т. 2. — М.: ИНДЕМ, 2004.
- Коргунюк Ю. Г. Эволюция организационных форм политических партий и современная представительная демократия. // Полития. — 2004. — № 1(32).
- Коргунюк Ю. Г. Российские политические партии зимой–весной 2004 г. // Полития. — 2004. — № 1(32).
- Коргунюк Ю. Г. Прибыли и убыли псевдопартийного хозяйства. Российские партии летом 2004 г. // Полития. — 2004. —  № 2(33).
- Коргунюк Ю. Г. Российские партии осенью 2004 г.: реформа власти как сбой в механизме псевдопартийной системы. // Полития. — 2004. — № 2(33).
- Коргунюк Ю. Г. Обратный отсчет: контуры нового размежевания. Российский политические партии зимой 2004/2005 гг. // Полития. — 2004/2005. — № 4(35).
- Коргунюк Ю. Г. Время проедать. Российские политические партии весной 2005 г. // Полития. — 2005. — № 1(36).
- Коргунюк Ю. Г. Пауки в банке и мертвый муравейник. Российские партии летом 2005 г. // Полития. — 2005. — № 2(37).
- Коргунюк Ю. Г. Блеск и нищета плебисцитаризма. Российская партийная система осенью 2005/зимой 2006 г. // Полития. — 2005–2006. — № 4(39).
- Коргунюк Ю. Г. Старая новая кожа российской политики. Партийно-политическая жизнь России весной 2006 г. // Полития. — 2006. — № 1(40).
- Коргунюк Ю. Г. От псевдодоминирования к псевдогегемонии. Новинки российского партстроительства – лето 2006 г. // Полития. — 2006. — № 2(41).
- Коргунюк Ю. Г. Стабильность тихого омута и секреты подполья. Партийная жизнь осенью 2006 г. // Полития. — 2006. — № 3(42).
- Коргунюк Ю. Г. Бесконечно долгий левый дрейф. Российская партийная система зимой 2006/07 г. // Полития. — 2006/2007. — № 4(43).
- Коргунюк Ю. Г. «Всеядные» партии и «всеядная» тактика в политической жизни современной России // Студенчество-2005: профессия, политика, идеология. — М.: МГПУ, 2006.
- Коргунюк Ю. Г. Молодёжные организации политических партий России после декабря 2003 г. // Студенчество-2005: профессия, политика, идеология. — М.: МГПУ, 2006.
- Коргунюк Ю. Г. Наверстывая упущенное: субъективно-критический обзор зарубежной литературы по теории партий //Студенчество-2005: профессия, политика, идеология. – М.: МГПУ, 2006.
- Коргунюк Ю. Г. Система «Джекил–Хайд». Партийно-политическая жизнь России весной 2007 г. // Полития. — 2007. — № 1(44).
- Коргунюк Ю. Г. Игра на понижение. Российские партии перед думской кампанией 2007 г. // Полития. — 2007. — № 2(45).
- Коргунюк Ю. Г. Субъекты без свойств. Российские партии в избирательной кампании 2007 г. // Полития. — 2007. — № 3(46).
- Коргунюк Ю. Г. Становление партийной системы в современной России. Эпизод первый: от однопартийной системы к флуктуационной (1989–1991) // Русский сборник. Исследования по истории России. Т. IV. — М.: Модест Колеров, 2007.
- Коргунюк Ю. Г. Политические партии России и задачи «воспитания гражданина» // Воспитание гражданина — главная педагогическая задача государства и гражданского общества. — М.: МГПУ, 2007.
- Коргунюк Ю. Г. Эволюция партийной системы современной России (1989–2005) // Политическая социология. — М.: РАПН, РОССПЭН, 2008.
- Коргунюк Ю. Г. Система с доминирующей партией и режим политической конкуренции // Политическая конкуренция и партии в государствах постсоветского пространства. / Под ред. Е. Ю. Мелешкиной, Г. М. Михалёвой. — М.: ИНИОН РАН, 2009. — С. 44–71.
- Коргунюк Ю. Г. Финансирование партий в условиях "недодемократии": основные проблемы // Политические партии и политическая конкуренция в демократических и недемократических режимах. — М.: КМК, 2009. — С. 26–37.
- Коргунюк Ю. Г. Уничтожение субъектности ("Единая Россия" как партийная организация: становление и инволюция). // Полития. — 2009. — № 1 (52). — С. 123–151.
- Коргунюк Ю. Г. Псевдодоминантная система и предпочтения российских избирателей. // Полития. — 2009. — № 4 (55). — С. 103–142.
- Коргунюк Ю. Г. Модель размежеваний и российские выборы: постановка исследовательской задачи // Мировой кризис и политические изменения. Политическая наука: Ежегодник 2009 / Российская ассоциация политической науки. — М.: РОССПЭН, 2009. — С. 334–372.
- Коргунюк Ю. Г. Финансирование партий в постсоветской России: между бизнесом и властью. // Полития. — № 3/4 (58/59). — С. 87–120.
- Коргунюк Ю. Г. Электоральные размежевания и мотивы голосования. // Полития. — № 2 (61). — 2011 — С. 85–117.
- Коргунюк Ю. Г. Социально-демографический состав руководящих органов "Единой России" как показатель специфики организационной структуры партии. // Полития. — 2012. — № 1 (64). — С. 76–105
- Коргунюк Ю. Г. Структура электоральных размежеваний в избирательном цикле 2011–2012 годов и возможные сценарии развития ситуации. // Полития. — 2012. — № 3 (66). — С. 84–99
- Коргунюк Ю. Г. Партийная система России и избирательный цикл 2011-2012 гг.: точка бифуркации? // Партійна система сучасної України: еволюція, тенденції та перспективи розвитку: матеріали міжнародної науково-практичної конференції, 24-25 листопада 2011 р. – К.: ІПіЕНД, 2012. — С. 64–75.
- Коргунюк Ю. Г. Структура электоральных размежеваний в постсоветской России и перспективы политического развития страны // Партии и выборы: вчера, сегодня, завтра. / Под ред. Ю. Г. Коргунюка и Г. М. Михалевой. – М.: КМК, 2012. — С. 10–31.
- Коргунюк Ю. Г. Концепция размежеваний и факторный анализ. // Полития. — 2013. — № 3. — С. 31–61

на других языках
- Korguniuk Yu. Rußland: die Parteien vor den Parlamentswahlen. — Wostok. Informationen aus dem Osten für den Westen. — 2003. — № 3. Juli–September.
- Korguniuk Yu. Präsidentschaftswahl – Putin Kampf gegen den eigenen Schatten. — Wostok. Informationen aus dem Osten für den Westen. — 2004. — № 1. Januar–März.
- Korguniuk Yu. “Für alles muß man zahlen” – Konsequenz aus der Wahl 2004. — Wostok. Informationen aus dem Osten für den Westen. — 2004. — № 2. April–Juni.
- Korguniuk Yu. Party funding in the Russian Federation: a tool of bureaucratic control // Paying for Politics: political funding in South Africa and the global South. Ed. by A. Butler. — Johannesburgh; Jacana, 2009. — P. 106–128
- Korguniuk Yu. Populist Tactics and Populist Rhetoric in Party Politics of Post-Soviet Russia. // Sociedade e Cultura (Brazil). — 2010. — Vol. 13. — № 2. — P. 233–245
- Korguniuk Yu. Party Funding in the Russian Federation: Between Business and State // Transitions, Special issue "Le financement des partis politiques dans l'espace postcommuniste. Impacts sur les organisations et systèmes partisans", 52: № 1. — 2012. — P. 106-128.
- Korguniuk Yu. Cleavage Theory and Elections in Post-Soviet Russia. // Perspectives on European Politics and Society. — Vol 15. — № 3. — 2014.

### Рецензии
- Коргунюк Ю. Г. Рецензия на книги: Шейнис В. Л. Взлет и падение парламента. Переломные годы в российской политике (1985–1989). В 2-х томах. — М., 2005; Шубин А. В. Преданная демократия. СССР и неформалы (1986–1989). — М., 2006 // Русский сборник. Исследования по истории России. Т. IV. — М.: Модест Колеров, 2007.
- Коргунюк Ю. Г. Секреты партийного процветания. Рецензия на книгу "When Parties Prosper: the Uses of Electoral Success" (ed. by K.Lawson and P.Merkl. – Boulder, L.: Lynne Rienner Publisher, 2007). // Полития. — 2008. — № 3 (50). — С. 176–186
- Коргунюк Ю. Г. Как проигрывают доминирующие партии, или Чему учит мексиканский опыт. Рецензия на книгу Greene Kenneth F. Why Dominant Parties Lose: Mexico's Democratization In Comparative Perspective. (Cambridge: Cambridge University Press, 2007). // Полития. — 2010. — № 2 (57). — С. 167–179

## Публицистика
- Коргунюк Ю. Г. Кому он нужен/страшен — этот закон о партиях? // "Партинформ". — № 6 (420). — 07.02.2001.
- Коргунюк Ю. Г. Новый народный фронт, или В ожидании цунами // Независимая газета, 15.04.2005
- Коргунюк Ю. Г. Пауки в банке, осы в улье, муравейник в коме // Независимая газета, 07.10.2005
- Коргунюк Ю. Г. Закон партийной деградации // Независимая газета, 05.02.2008
- Коргунюк Ю. Г. Зеркало новой русской буржуазии// Газета.ру, 20.03.2008
- Коргунюк Ю. Г. Сети демократии // Газета.ру, 08.04.2008
- Коргунюк Ю. Г. Клинический диагноз. В партийной жизни сегодняшней России, как в плохой больнице – лучшие места у "мертвых душ" и симулянтов  // Независимая газета, 20.05.2008
- Коргунюк Ю. Г. Перемены без перемен // Независимая газета, 01.07.2008
- Коргунюк Ю. Г. Повороты отменяются // Газета.ру, 29.12.2008
- Коргунюк Ю. Г. Призрак разжимающейся пружины // Газета.ру, 17.03.2009